# Tesla Semi
A Tesla Semi a Tesla, Inc. és a világ első elektromos meghajtású nyergesvontatója.
A teherautót három motor hajtja, és a Tesla állítása szerint körülbelül háromszor nagyobb teljesítményű, mint egy tipikus dízel félpótkocsis kamion, hatótávolsága 500 mérföld (800 km), és kevesebb mint 2 kWh/mi (1,2 kW⋅h/km) energiafelhasználással működik.
Két koncepciójárművet 2017 novemberében mutattak be. A gyártás eredetileg már 2019-ben megkezdődött volna, és a Tesla 2022-re akár évi 100 000 jármű gyártását is tervezte. 2022 októberében kezdődött meg a gyártás, és az első szállítások 2022. december 1-jén történtek a PepsiCo számára.

## Története
A Semi-t először a Tesla 2016-os Master Plan-ében említették. A Tesla akkoriban azt mondta, hogy van egy működő prototípusuk, amely "egy csomó" Tesla Model 3 elektromos motort használ.
A Semi koncepció prototípusát egy 2017. november 16-i sajtótájékoztatón mutatták be, ahol Musk további részletekkel szolgált. Azt állította, hogy az elektromos Semi üzemeltetése 20 ¢/mérföld (12 ¢/km) költséggel kevesebbe kerülne, mint egy dízel teherautóé, ha Megachargerrel töltenék, amiről a Tesla 2017-ben azt mondta, hogy 7 ¢/kWh árat tudnak garantálni (az Egyesült Államokban).

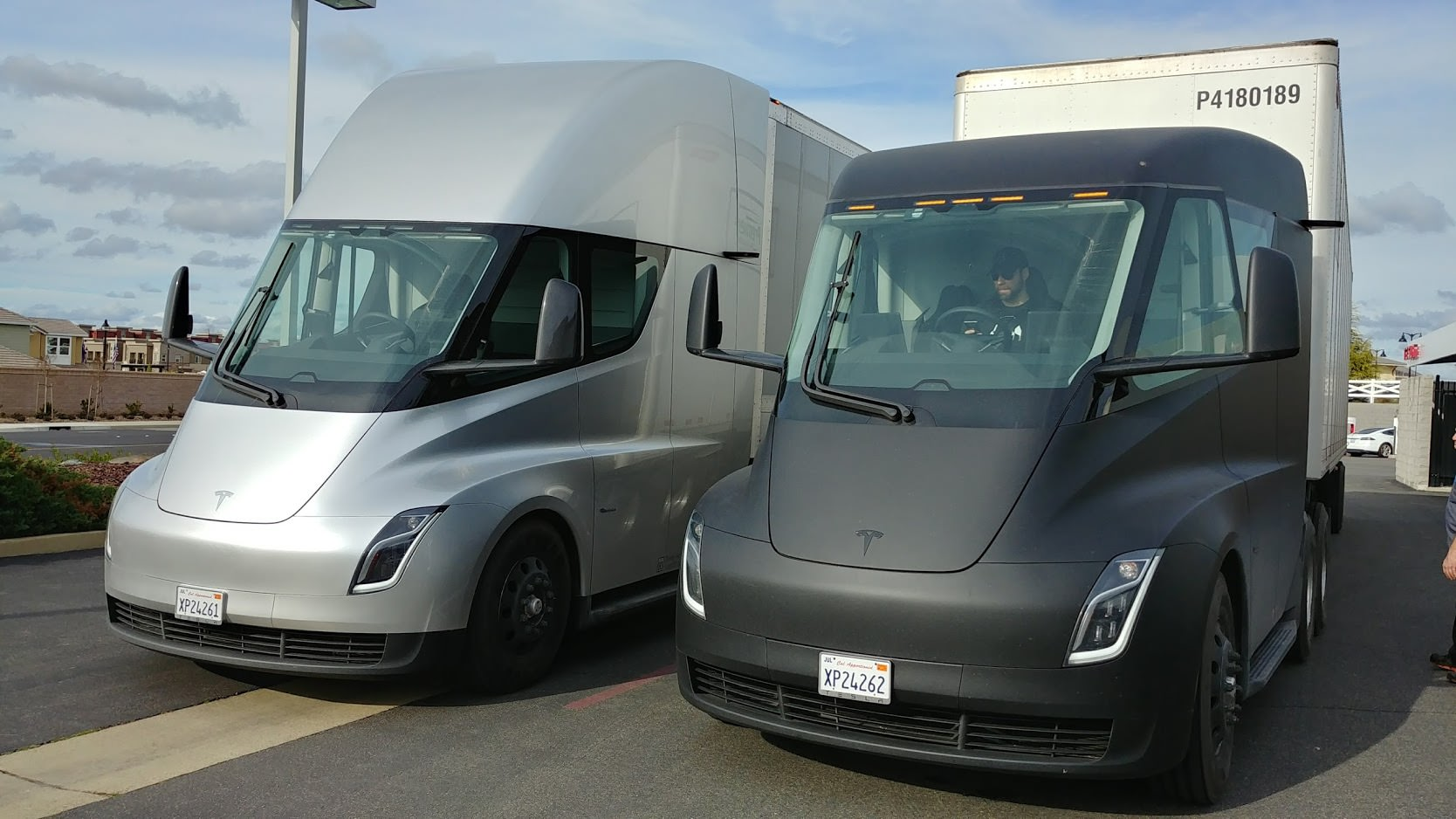
Két prototípus Tesla Semis a kaliforniai Rocklinban

A Tesla jelezte, hogy a Semi alapfelszereltségként Enhanced Autopilot funkcióval lesz felszerelve, amely félautonóm képességet kínál, és hogy az új technológia a független motorok és kerekek aktív biztonsági vezérlésével felismeri és megakadályozza a „bebicskázást” (jackknifezést). Musk szerint a rendszer végül lehetővé teheti, hogy több egység egy autopilot-alapú konvojban működjön, amelyet egy sofőrrel rendelkező teherautó vezet, és amely a vasúti szállítás olcsóbb alternatívája lenne. Abban az időben a platooning az Amerikai Egyesült Államokban csak nyolc államban volt legális. Az akkumulátorok a vezetőfülke padlója alatt, az első és a hajtó kerekek között helyezkednének el. Üres állapotban a nagy hatótávolságú Tesla Semi hatótávolsága várhatóan 620 mérföld (997 km) lesz.
A Tesla előrejelzése szerint a 300 mérföldes (480 km) és az 500 mérföldes (800 km) hatótávolságú változatok gyártási ára 150 000, illetve 180 000 dollár lesz. A vállalat kijelentette, hogy a Founder's Series Semi-t 200 000 dollárért kínálják majd. A Semi és a Roadster leleplezési eseményén Musk kijelentette: "A termelés [a Semi] 2019-ben kezdődik, tehát ha most rendelsz, 2 év múlva megkapod a teherautót". A Tesla a hajtásláncra 1 millió mérföldes garanciát kíván vállalni.
2018-ban a Tesla bejelentette, hogy a Semi prototípusait valódi rakománnyal tesztelték, akkumulátorcsomagokat szállítva Nevadából Kaliforniába.
A vállalat tervei a Semi gyártásba vételére jelentősen késett. A 2017-es leleplezéskor a gyártás megkezdését 2019-re tervezték. 2019 júniusában a Tesla azt vetítette előre, hogy a gyártás 2020 végére indul. 2020 januárjában Musk kijelentette, hogy az akkumulátorgyártási kapacitás hiánya volt az egyik korlátozó tényező a Semi gyártásának konzervatív ütemtervében, és a vállalat inkább a személyautók akkumulátorellátását választotta helyette. 2021 januárjában a vállalat bejelentette, hogy a Semi gyártása 2021 végéig késik,, mivel a vállalat remélte, hogy a Semi és más járművek iránti kereslet kielégítése érdekében felpörgeti a tabless 4680-as akkumulátorcellák nagy volumenű gyártását (előzetesen 2020 szeptemberében mutatták be). 2021 októberében Musk bejelentette, hogy a Semi gyártása nem indul el 2021-ben, és hogy a gyártás átcsúszhat 2023-ra.
2022 októberében Musk a Twitteren bejelentette az 500 mérföldes (800 km) hatótávolságú modell gyártásának megkezdését, amelyet decemberben szállítanának.
2022 novemberében a vállalat arról számolt be, hogy egy Tesla Semi 500 mérföldes (800 km) utat teljesített, miközben súlya 81 000 font (37 000 kg) volt.
2022. december 1-jén a Tesla megkezdte a vevői kiszállításokat egy esti rendezvényen, amelyet a nevadai gyártóüzemben tartottak. A PepsiCo megkapta az első Semiket a nagy megrendelésükből a Pepsi ital- és Frito-Lay snack-élelmiszer-szállító flották számára. "A PepsiCo új Semisek körülbelül 425 mérföld (684 km) hosszúságú Frito-Lay élelmiszertermékeket tudnak szállítani, de a nehezebb üdítőital-rakományok esetében a teherautók rövidebb, 160 km (100 mérföld) körüli utakat fognak megtenni" - mondta O'Connell.
2023 végén a Tesla bejelentette, hogy töltőhálózatot hoz létre a Semi számára az Egyesült Államok délnyugati részén. A hálózat költsége várhatóan eléri a 100 millió dollárt.
2024 májusában a Walmart, a Costco, a Sysco, a Martin-Brower és az US Foods is tesztelte a Semi-t. 2024 augusztusában a harmadik fél logisztikai szolgáltató, az NFI tesztelte a Semi-t, és 1,64 kWh/mérföld (1,02 kW⋅h/km), míg a DHL 2024 októberében 1,72 kWh/mérföld (1,07 kW⋅h/km) hatékonyságról számolt be, teljes terhelés mellett, 34 tonna össztömeggel, 388 mérföld (625 km) távolságon, egyetlen feltöltéssel..
2024. augusztus 19-én egy Tesla Semi kigyulladt egy baleset után Placer megyében, Kaliforniában, ami mérgező szennyeződést okozott és 16 órára lezárta az I-80-as autópályát. 50 000 amerikai gallon (190 000 liter) vízre volt szükség a tűz oltásához.
A kamionokat a Giga Texas üzemben gyártják.

## Leírása
A Tesla Semi meghajtásáról három szénszálas anyagba csomagolt villanymotor gondoskodik, amelyek háromszor akkora teljesítményt nyújtanak, mint a tipikus dízelüzemű félpótkocsis kamionok, noha a fogyasztása mindössze 1,7 kWh/mérföld (1,1 kW⋅h/km). Az egyik motor folyamatosan optimális hatékonysággal működik, míg a másik két motor gyorsításkor és emelkedőkön további teljesítményt biztosít.
A vezetőülés a vezetőfülkében középen helyezkedik el. A mennyezet magassága lehetővé teszi, hogy egy felnőtt felálljon. A kormánykerék mindkét oldalán érintőképernyős kijelzőket helyeztek el, más műszerfal nincs.
Ugyanaz a kamerakészlet található benne, mint a Tesla személyautóiban. A Tesla azt állítja, hogy a biztonsági rendszere képes megakadályozni a jackkniftezést.
A Tesla Semi 1000 voltos tápegységgel és töltőrendszerrel rendelkezik, ami a Tesla szokásos 400 voltos rendszeréhez képest növekedés, de ezt a képességet a Tesla a Cybertruckra is ki akarja terjeszteni. A töltést a Tesla járművek töltési infrastruktúrájának új generációja, a Tesla Megacharger fogja támogatni.

### Motor
A teherautót négy villanymotor hajtja. A jármű 5 másodperc alatt gyorsul 100 kilométeres óránkénti sebességre vontatmány nélkül.

### Töltés és hatótáv
Akkumulátorai a vezető ülése alatt találhatóak. A nyergesvontató egy feltöltéssel (a bemutatón a gyártó által közölt adatok szerint) 800 kilométer megtételére alkalmas. 30 perc alatt 640 kilométer megtételére elegendő áramot lehet az akkumulátorokba tölteni. A forgalomba kerülő kamionok töltését a Tesla saját Megacharger nevű töltőhálózatának kiépítésével kívánta megoldani.

### Utastér
A teherautóban mindössze egy sofőr számára van ülés, mivel az akkumulátorok számára szükséges hely ennyit tett lehetővé. A vezető ülése nem a fülke egyik oldalán, hanem középen helyezkedik el.

## Előrendelések
2018 elejére a kamionból kb. 450 db-ot rendeltek meg a különböző nagyobb vállalatok. A megrendeléshez eredetileg 5000 dollárt kellett letétbe helyezni, amit a novemberi leleplezés után 20 000 dollárra emeltek.
| Megrendelő            | Mennyiség |
| --------------------- | --------- |
| Anheuser-Busch        | 40        |
| Bee'ah                | 50        |
| DHL Supply Chain      | 10        |
| FedEx                 | 20        |
| Loblaw Companies      | 25        |
| PepsiCo               | 100       |
| Sysco                 | 50        |
| United Parcel Service | 125       |
| Walmart               | 15        |

## Képek

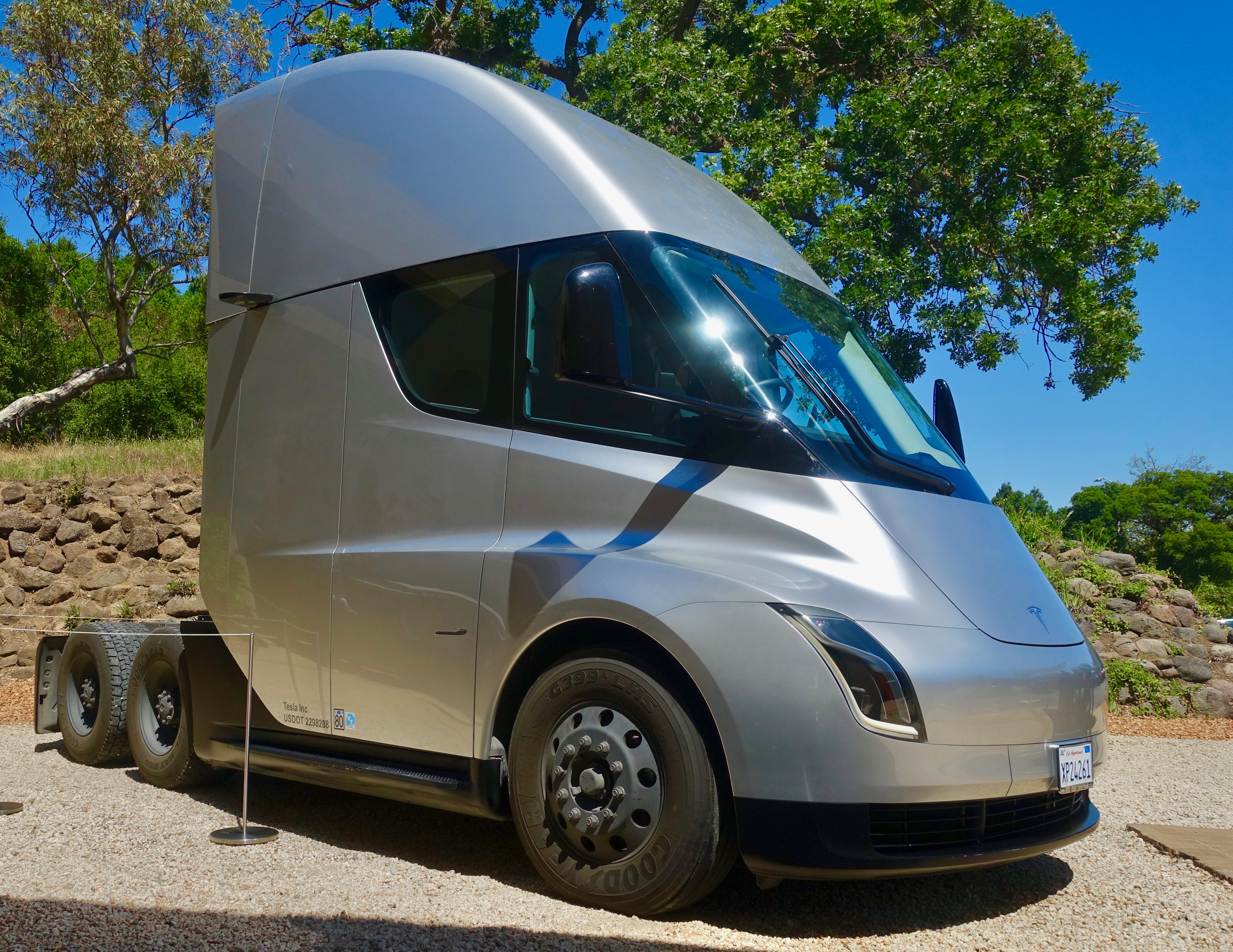
Elölnézetből
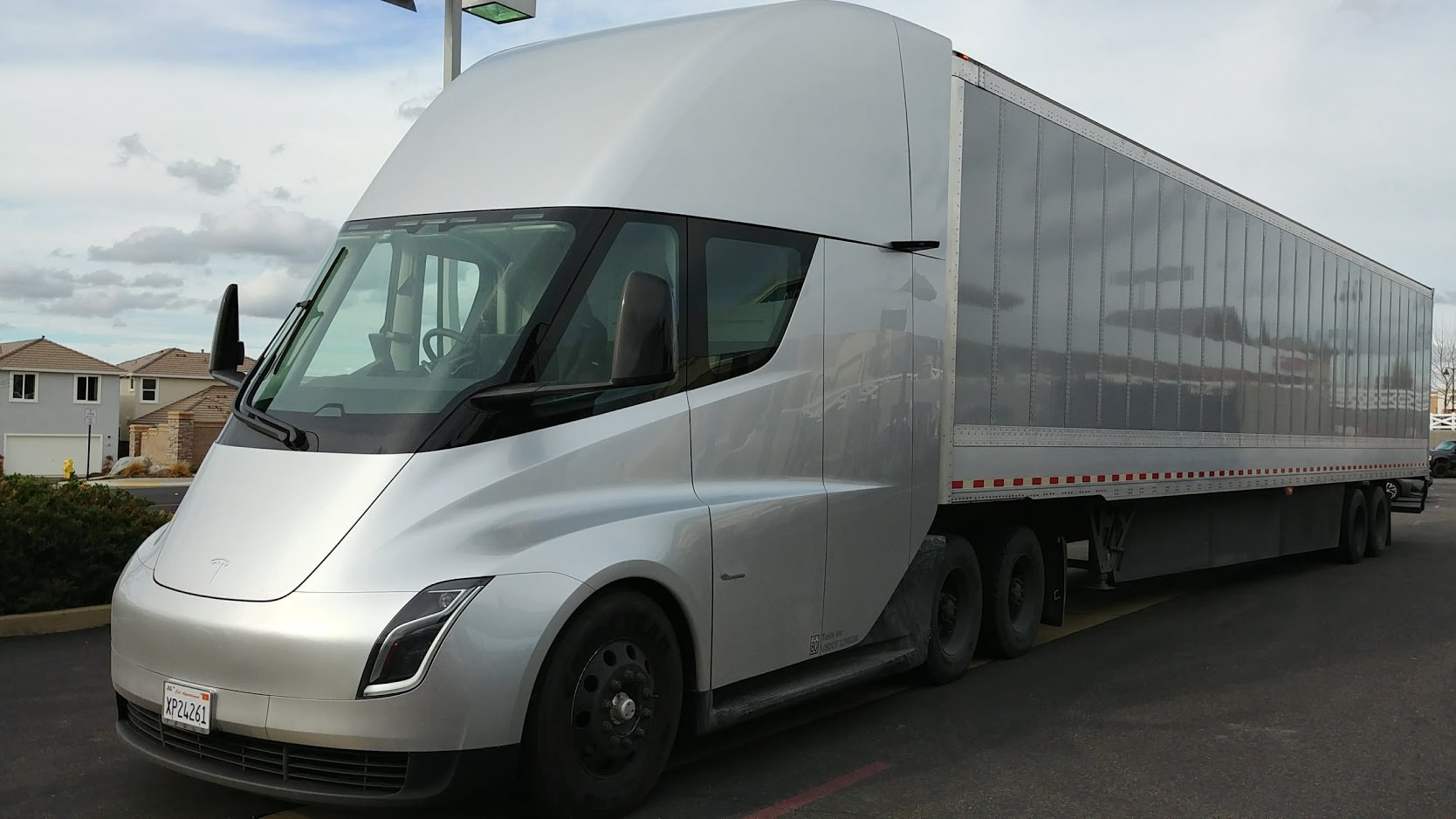
Elölnézetből
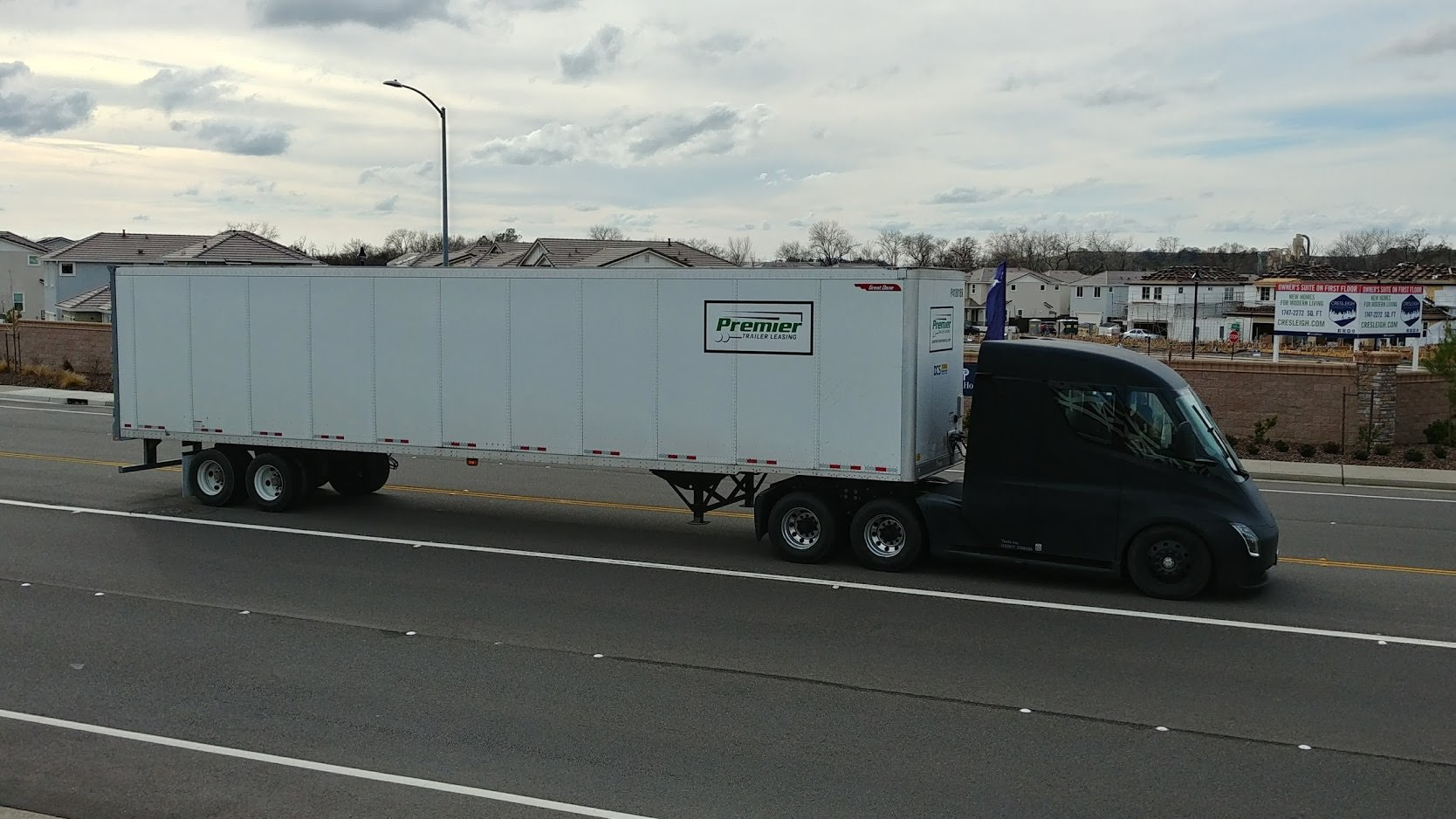
Oldalnézetből
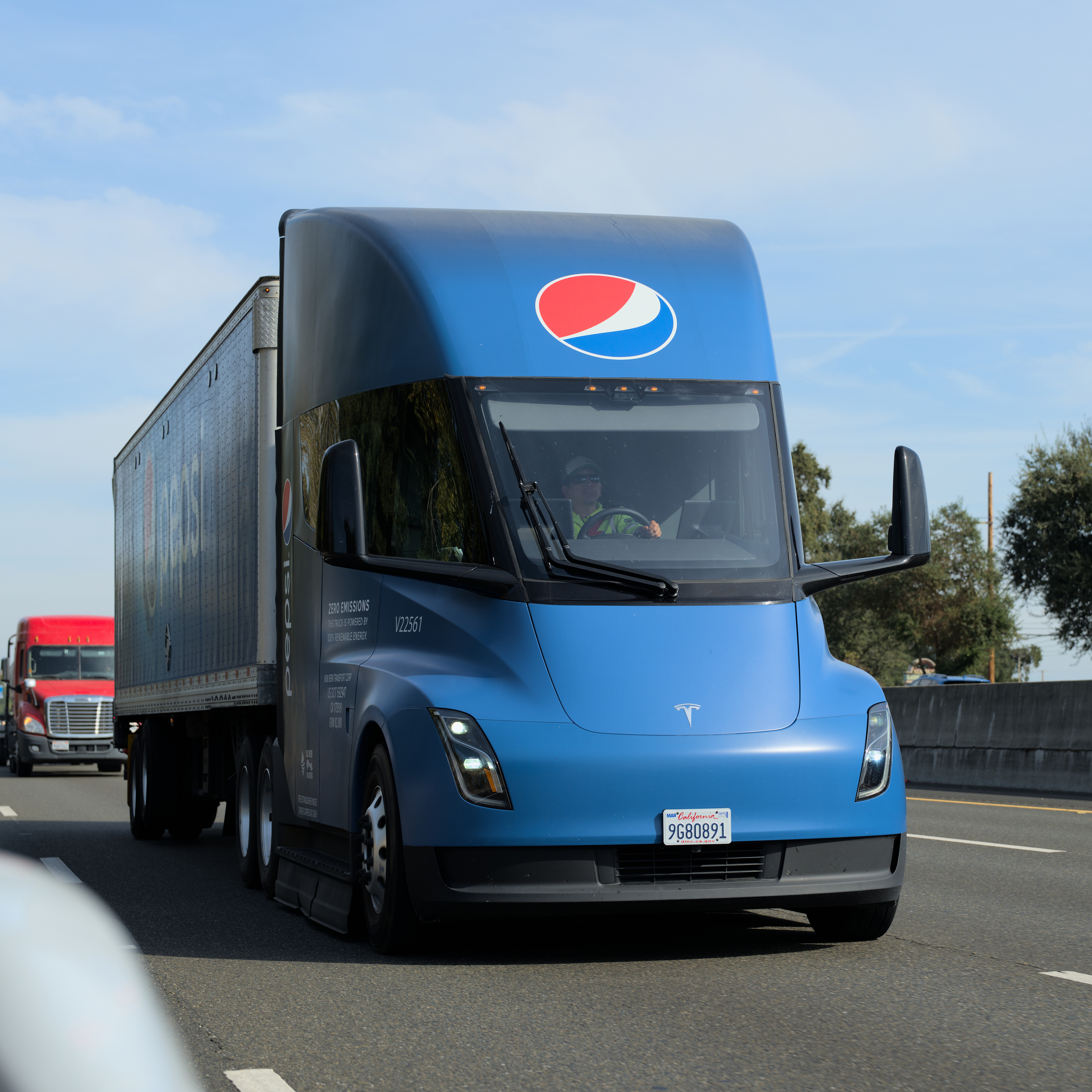
A PepsiCo kamionja